# Turion (botanika)
Turion je specializovaný pupen některých vodních rostlin, který slouží k přezimování. V tropech a subtropech mohou vodní rostliny vegetovat po celý rok. V mírném a chladném pásu to není možné. Některé rostliny jsou proto jednoleté, na podzim odumřou a další rok vyrazí nová generace ze semen. Mnohé vodní rostliny však přezimují také pomocí turionů, které začne rostlina vytvářet s nadcházejícími méně příznivými klimatickými podmínkami (zpravidla zima, ale může to být někdy i sucho aj.). Jedná se vlastně o specializovaný vrchol prýtu, který je bohatě zásoben živinami, např. škrobem a jinými sacharidy. Po odumření mateřské rostliny se turiony osamostatňují a klesají na dno. Kvůli zvláštním vlastnostem vody jako kapaliny se při dnu udržuje teplota vody kolem 4 °C, tak zde mohou snadněji přezimovat. Turiony některých druhů rostlin mohou snášet i dlouhodobější vyschnutí. Na jaře, když se voda dostatečně prohřeje, turiony zakoření a vyrostou z nich nové rostliny.
Turiony se také nazývají útvary u vrbovek (Epilobium). Vznikají jako podzemní pupeny na oddencích, jsou to kulovitě vejcovité až válcovité útvary, pokryté nezelenými, většinou načervenalými, střechovitě se kryjícími listy. Turiony se později často prodlužují, dostávají se na povrch a na světle zezelenají.

## Příklady rostlin vytvářející turiony
- vodní mor (Elodea)
- závitka (Spirodela)
- voďanka (Hydrocharis)
- aldrovandka (Aldrovanda)
- bublinatka (Utricularia)
- stolístek (Myriophyllum)
- rdest (Potamogeton)
- okřehek červený (Lemna turionifera)
- vrbovka (Epilobium)

## Galerie

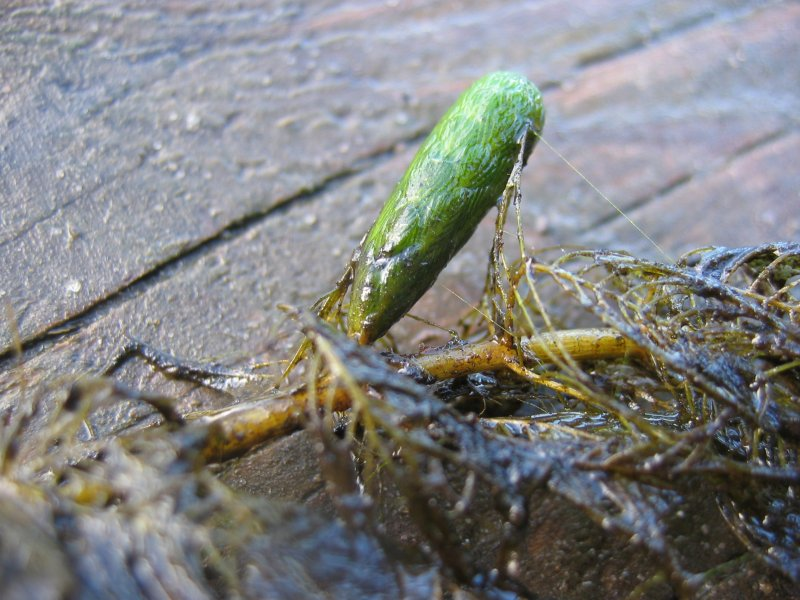
Turion stolístku přeslenatého (Myriophyllum verticillatum)
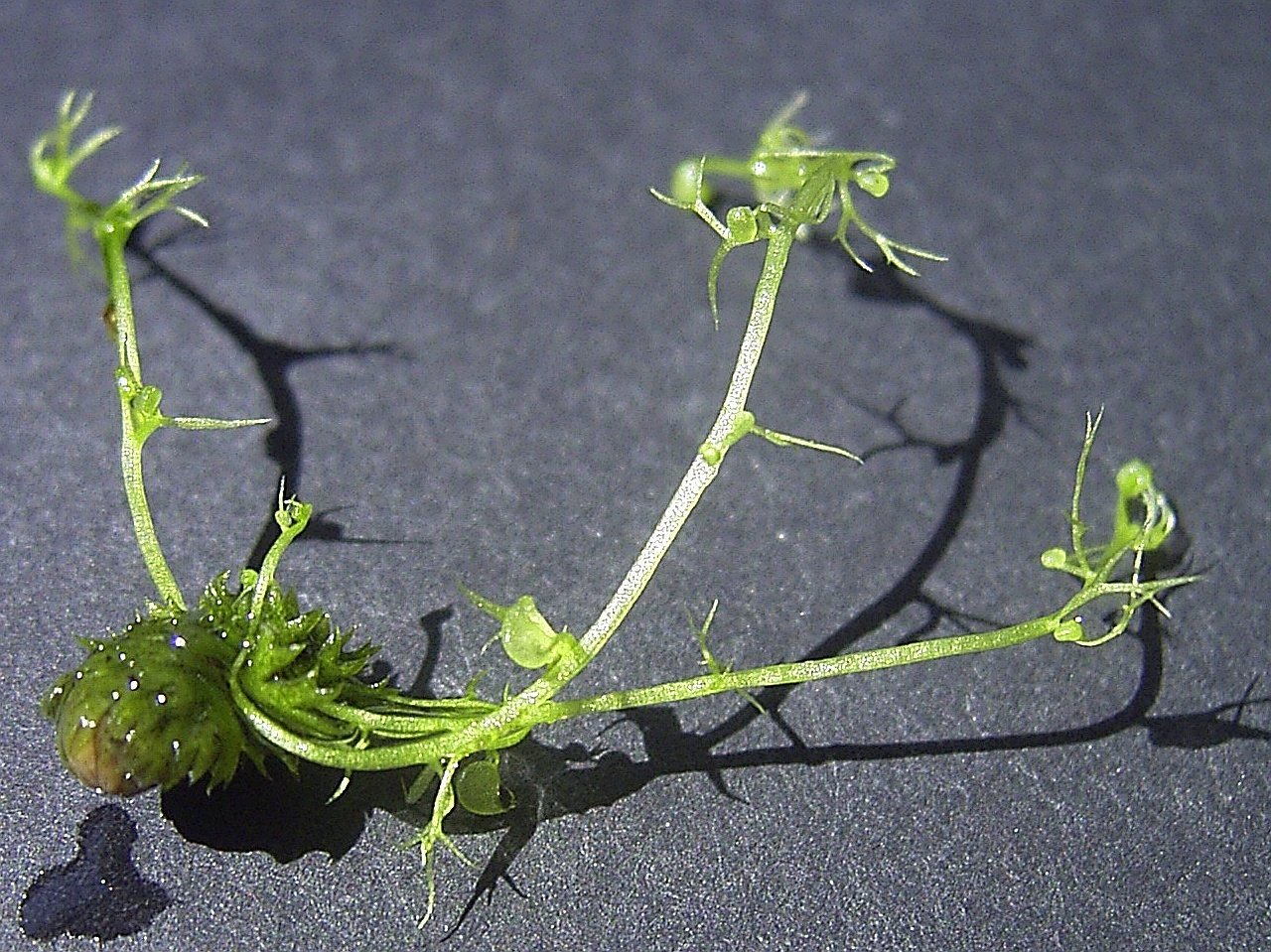
Rašící turion bublinatky vícekvěté (Utricularia brehmii)
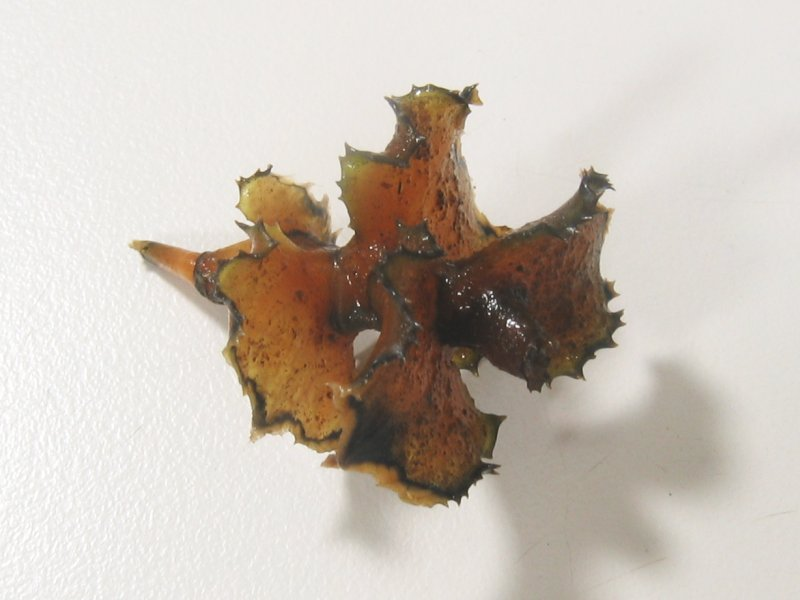
Turion rdestu kadeřavého (Potamogeton crispus)